# Birmans
Pour les articles homonymes, voir Bama.
Les Bama ou Birmans (birman : ဗမာလူမျိုး ; MLCTS : ba. ma lu. myui: ; API : /bəmàː/) sont le principal groupe ethnique de la Birmanie. Au nombre d'environ 36 millions, ils constituent quelque 75 % de la population du pays (48,8 millions en 2007). Ces chiffres restent des estimations, car la répartition ethnique de la population de la Birmanie est méconnue, à cause de l'instabilité politique du pays.
Le nom habituel de Birmans présente l'ambiguïté de désigner aussi les citoyens de la Birmanie, dont beaucoup appartiennent à d'autres groupes ethniques, comme les Karens (ou Kayin), les Shan, etc. On retrouve cette situation dans d'autres pays multietniques d'Asie, où le nom du pays est tiré de celui de l'ethnie majoritaire (Laos, Malaisie, Thaïlande, Viêt Nam). La junte au pouvoir en Birmanie utilise le terme de Myanmar pour désigner les habitants du pays, quel que soit leur groupe ethnique.
Les Birmans occupent la plaine de l'Irrawaddy et la chaîne Tenasserim. Ils sont presque tous bouddhistes. Leur langue, le birman, est apparentée au tibétain au sein de la famille tibéto-birmane.
Historiquement, les Birmans émigrent rarement, et la quasi-totalité de cette ethnie vit de nos jours en Birmanie.
Les Bama sont originaires du Tibet. Il y a 3 000 ans, ils ont commencé à migrer vers le sud. Au IXe siècle, les Birmans s'établissent dans la vallée du fleuve Irrawaddy. La région était auparavant dominées par les Pyu, mais ceux-ci avaient été défaits par le Nanzhao en 832. Les Pyu, ethniquement proches des Birmans, sont rapidement assimilés par ceux-ci. Le premier État birman est le royaume de Pagan, fondé selon la tradition en 849. Au XIe siècle, les Birmans conquièrent le territoire des Môns (Basse-Birmanie). C'est au contact de ce peuple qu'ils adoptent le bouddhisme theravāda. Le royaume de Pagan s'effondre en 1287 à la suite des invasions mongoles.
Des Shan fondent alors en 1364 le royaume d'Ava, qui domine toute la Haute-Birmanie, peuplée majoritairement de Birmans. Un petit royaume birman indépendant subsiste néanmoins, le royaume de Taungû, fondé en 1347. Au XVIe siècle, les rois de Taungû parviennent à s'emparer à la fois du pays des Môn et du royaume d'Ava. Les Birmans entrent alors en conflit avec les Siamois, ce qui conduit au quasi-effondrement de leur royaume vers la fin du XVIe siècle. Un royaume birman comprenant la Basse-Birmanie se reconstitue rapidement, mais s'affaiblit dès 1629. En 1740, les Môn reprennent leur indépendance, puis s'emparent d'Ava, mais le Birman Alaungpaya fonde en 1752 une nouvelle dynastie et parvient à conquérir le pays môn. Au fil du temps, les Birmans ont assimilé la plupart des Môns et ils sont aujourd'hui majoritaires en Basse-Birmanie.